# Dosarul „Lukoil”
Dosarul „Lukoil” se referă la dosarul penal nr. 254/P/2014, deschis de Parchetul de pe lângă Curtea de Apel Ploiești spre a cerceta compania Lukoil pentru un presupus prejudiciu estimat la 1.039.019.829 lei (230 milioane euro), rezultat din comiterea a două tipuri de infracțiuni: evaziune fiscală în cuantum de 505.421.252 lei (112 milioane euro) și spălare de bani în sumă de 533.598.577 lei (118 milioane euro).
Directorul general al Petrotel-Lukoil Ploiești, Andrey Bogdanov, a fost pus sub control judiciar, fiind urmărit penal pentru evaziune fiscală și spălare de bani.
Cel mai probabil, scenariul evaziunii fiscale ține de „optimizarea fiscală”, (cunoscută și cu denumirea engleză transfer price) când o cantitate de produse petroliere este vândută într-o zonă offshore cu prețuri mici, iar ulterior livrată în Republica Moldova sau în orice altă țară cu prețuri semnificativ mai mari.